# Parthasarathi Rajagopalachari

Shri Parthasarathi Rajagopalachari (24 de julio de 1927 – 20 de diciembre de 2014) más conocido como Chariji, fue el tercer maestro espiritual del sistema Sahaj Marg, la forma de Raja Yoga, de la "Shri Ram Chandra Mission" (SRCM).

## Primeros años
Chariji nació en una familia del sur de la India. El mayor de cuatro hijos. Su padre Shri C. A. Rajagopalachari trabajó en los ferrocarriles indios y su madre, Srimathi R. Janaki, era una violinista amateur, quien murió cuándo Chariji tenía cinco años.

## Vida profesional
Después de graduar de la Banaras Hindu University como Bachiller en Ciencias Sociales, Chariji trabajó para Indian Plastics Ltd. y T.T. Krishnamachari & Co., dejando de trabajar en 1985 como director ejecutivo corporativo del Grupo TTK.

## Sahaj Marg y su contribución a la espiritualidad
En 1964, Chariji conoció y se transformó en discípulo de Shri Ram Chandra de Shahjahanpur, más conocido como Babuji, quién era el segundo Maestro espiritual del sistema de meditación Sahaj Marg. Babuji, cuando se deterioraba su salud, nombró a Chariji como su sucesor. Después del Mahasamadhi de Babuji en 1983, Chariji se transformó en el segundo Presidente de la Shri Ram Chandra Misión y el tercer Maestro espiritual del sistema de meditación Sahaj Marg. Él guio y supervisó el crecimiento de la misión y la expansión de Sahaj Marg por más de 100 países. en Chennai, India. escuela orientada en los principios de la educación basada en el valor de la espiritualidad. Chariji viajó extensamente alrededor del mundo dando charlas y conduciendo seminarios en Raja Yoga hasta el año 2008. Sus libros y vídeos han sido traducidos a 12 lenguas.

## Años finales y mahasamadhi
La salud de Chariji se fue deteriorando desde el año 2008 hasta que alcanzó el mahāsamādhi el 20 de diciembre de 2014. Su sucesor espiritual, Shri Kamlesh Patel también sabido como Daaji, es el actual guía espiritual del sistema de meditación Sahaj Marg y es el presidente de Shri Ram Chandra Misión.